# Fresnoy-en-Chaussée

Fresnoy-en-Chaussée este o comună în departamentul Somme, Franța. În 1 ianuarie 2022 avea o populație de 140 de locuitori.